# Čičerina
Julija Dmitrijevna Čičerina (rus. Ю́лия Дми́триевна Чиче́рина) - ruska pjevačica, autorica pjesama; pripada valu t.zv. uralskog rocka zajedno s grupama "Sansara" i "Smyslovyje galljucinaciji".

## Biografija
Čičerina se rodila 1978. u Sverdlovsku (danas Ekaterinburg), RSFSR, SSSR. Praunuka je narodnog komesara vanjskih poslova Georgija Čičerina. U djetinjstvu je pjevala u dječjem zboru "Gorošinkima". Bavila se crtanjem, pokušavala se upisati u institut teorije i povijesti umjetnosti. Neko vrijeme je svirala gitaru i bubnjeve u raznim grupama, zatim se upisala na glazbeno učilište, smjer estradni vokal.
Godine 1997. osnovala je vlastitu grupu koju su činili, osim Julije, Azat Muhametov, Aleksandr Buryj i Aleksandr "DrOff" Aleksandrov. 1. lipnja 1997. godine prvi put su nastupili u klubu "J-22". Grupa je nastupila na nekoliko festivala u zapadnom Sibiru. Nakon što su kazetu s njezinim pjesmama poslali Mihailu Kozyrevu, producentu radiopostaje Naše radio, grupu su pozvali na festival "Našestvije". 1999. Čičerina potpisuje ugovor s "Real Records" i seli u Moskvu. Vadim Samojlov, vokal grupe "Agata Kristi", postaje producent grupe. Izlazi prvi album, Sny (Snovi, rus. Сны). Za pjesme Tu-lu-la i Žara Timur Bekmambetov je snimio spotove koje su puštali na ruskom kanalu "Muz-TV". Čičerina je također glumila u povijesnom akcijskom filmu Timura Bekmambetova američko-ruske produkcije Gladiatriks (eng. The Arena) iz 2001.
2001. pojavio se drugi album grupe Tečenije koji su u eterima radiopostaja predstavile pjesme Bljudca i Sama.
Godine 2002. Julija Čičerina je gostovala na albumu grupe Bi-2 Mja Kiss Mi, te je s grupom snimila pjesmu Moj Rok-n-roll. Kanal "Muz-TV" je pjesmu proglasio najboljom pjesmom godine. Nakon toga je u životu grupe nastupilo zatišje, za vrijeme kojeg je Julija savladala režiju. Snimila je spot za svaku pjesmu sa svojeg četvrtog albuma Muzykaljnyj filjm. Eksperiment je nastavila albumom Čelovek-Ptica, kojeg su kritičari nazvali jednim od najkonceptualnijih glazbenih djela posljednjih godina.
Grupa je 2007. kompletno promijenila postavu: otišli su skoro svi članovi, uključujući i producenta grupe Aleksandra Burog.
Pjesma Tu-lu-la se 2010. pojavljuje u filmu Julia Medema "Soba u Rimu" (španj. "Habitación en Roma"). U tom se trenutku sastav grupe obnovio, izdali su nekoliko singlova, sudjelovali u projektu radiopostaje Naše radio Solj, snimili obradu pjesme za Allu Pugačovu i predstavili spot za pjesmu Nad Uralom. Pjesma koju su napisali zajedno s grupom Smyslovyje galljucinacii nastala je na temelju Julijine prometne nesreće na turneji u gradu Šadrinsk. Krajem iste godine nastupila je s grupom Bi-2 na nekoliko koncerata u Harkivu zajedno s Odeskim simfonijskim orkestrom, te su snimili pjesmu Padajet sneg.
2010. godine sudjeluju u prvom tjumenskom rock festivalu "Katis', kvadrat".
Iste godine sudjeluju na rock koncertu posvećenom festivalu "Arctic Riders 2010" u Murmansku pod Koljskim mostom.
Nakon dva dana poslije moskovskog nastupa u Teatru estrade, Julija je otputovala u Argentinu na snimanje avanturističkog reality showa ruskog Prvog kanala "Žestokije igry" (koji se bazira na američkom šou Wipeout).
2011. Čičerina je započela rad nad novim singlom Opasno, vrativši se suradnji s grupom Smyslovyje galljucinacii. Producent albuma je pjevač grupe Sergej Bobuncev, a bubnjar Maksim Mitenkov, koji je nekad pisao pjesme za grupu Čičerina, opet je postao suautor jedne od pjesama. Za dvije pjesme, - Oskolki i Opasno, - Čičerina je samostalno snimila spotove, stvorivši novi videožanr reality-art. Na novo izdanje glazbenici su uključili pjesmu Glavnaja tema koja se pojavila u filmu Vykrutasy (2010.).
Ujesen 2011. Julija je automobilom otputovala na Tibet. Nakon povratka s puta grupa je počela raditi nad novim konceptualno-glazbenim djelom Skazka o sčastje. Julija planira sudjelovati u međunarodnoj ekspediciji "Karavan svijeta" u kojem će 18 ekipa s raznih strana svijeta na terencima proći Put svile. Grupa planira u održati koncerte u Kini, Afganistanu i Turskoj.
2012. Čičerina i Sergej Bobuncv snimili su pjesmu Net, da.
U privatnom životu Julija Čičerina je udana za arhitekta Suhraba Radžabova i ima kćer Maju (s Aleksandrom Burim, bivšim basistom grupe).

## Filmografija[12]
uloge u filmovima
- 2004. - Slova i muzyka
- 2002. - TV serija Lednikovyj period; pjevačica Anjuta
- 2001. - Gladiatriks; Dejdra

vokal
- 2000. - Brat 2
- 2002. - Spartak i Kalašnjikov - "Tu-lu-la", "More", "Bljudca"
- 2010. - Komnata v Rime
- 2011. - Vykrutasy - "Glavna tema"

## Diskografija

### Studijskialbumi
- 2000. - Sny (rus. Сны)
- 2000. - Tu-lu-la (rus. Ту-лу-ла) (singl)
- 2001. - Doroga (rus. Дорога) (singl)
- 2001. - Tečenije (rus. Течение)
- 2002. - Točki Live (rus. Точки Live)
- 2004. - Off/On
- 2006. - Muzykal'nyj fil'm (rus. Музыкальный фильм)
- 2007. - Čelovek-ptica (rus. Человек-птица)
- 2009. - Šila platje (rus. Шила платье) (singl)
- 2009. - Christmas (singl)
- 2011. - Opasno (rus. Опасно) (singl)

## Članovi grupe "Čičerina"

### Sadašnji članovi
- Julija Čičerina - vokal, gitara
- Sergej Oganov - bubnjevi
- German Osipov - gitara
- Ilja Salivon - bas-gitara

### Bivši članovi
- Aleksandr Aleksandrov - gitara, prateći vokal
- Aleksandr Krylov
- Azat Muhametov - gitara
- Aleksandr Buryj - bas-gitara
- Maksim Mitenkov - bubnjevi
- Rinat Ahmadiev - bas-gitara
- Sergej Sozinov - bubnjevi
- Sergej Demčenko - bubnjevi
- Vladimir Levuškin - bubnjevi
- Maksim Vekoviščev - bas-gitara